# Eumorpha capronnieri
Eumorpha capronnieri é uma espécie de mariposa neotropical da família Sphingidae, descrita pelo entomologista francês Jean-Baptiste Alphonse Dechauffour de Boisduval em 1875. É considerada uma espécie rara em coleções científicas e se destaca pela coloração verde-oliva intensa e pelo formato particular das asas anteriores, que lhe conferem uma aparência única dentro do gênero Eumorpha.

## Descrição morfológica
A envergadura alar de Eumorpha capronnieri varia de 102 a 110 milímetros. As asas anteriores são alongadas e possuem uma margem externa distintamente recortada, terminando em um ápice pontiagudo. A coloração dorsal é predominantemente verde-oliva, atravessada por finas linhas escuras e uma faixa oblíqua mais clara. Uma mancha discal preta é visível no centro da asa. As asas posteriores são bem menores e apresentam uma coloração rosa-avermelhada vibrante na metade basal, com a margem externa marrom-escura, criando um forte contraste quando expostas.
O tórax e o abdômen acompanham a coloração verde-oliva das asas, com uma linha dorsal mais escura percorrendo o corpo. A morfologia das fases imaturas (ovo, lagarta e pupa) não é bem documentada na literatura científica, refletindo a raridade e o conhecimento limitado sobre a biologia da espécie.

## Distribuição e habitat
Eumorpha capronnieri possui uma distribuição que se estende pela América Central e norte da América do Sul, com registros na Costa Rica, Guiana Francesa, Colômbia, Equador, Peru, Bolívia e Brasil. No Brasil, sua ocorrência é registrada para a Região Amazônica e para a Mata Atlântica.
Um estudo de inventário faunístico no sul da Bahia reportou a espécie pela primeira vez para a Região Nordeste do Brasil, indicando que sua área de ocorrência pode ser mais ampla do que se supunha.

### Comportamento
Os adultos são noturnos e possuem um voo extremamente rápido e potente, característico da família Sphingidae. São atraídos pela luz, o que permite sua captura em armadilhas luminosas para fins de estudo científico, método pelo qual a maioria dos espécimes conhecidos foi coletada.

### Alimentação
Presume-se que os adultos se alimentem do néctar de flores, assim como outras espécies do gênero Eumorpha, atuando como potenciais polinizadores noturnos. As plantas hospedeiras de suas lagartas ainda não foram identificadas, o que representa uma lacuna importante no conhecimento de sua ecologia.